# Aphyolebias
Aphyolebias es un género de peces de la familia de los rivulinos en el orden de los ciprinodontiformes.

## Especies
Especies contenidas en este género son:
- Aphyolebias boticarioi (Costa, 2004)
- Aphyolebias claudiae (Costa, 2003)
- Aphyolebias manuensis (Costa, 2003)
- Aphyolebias obliquus (Costa, Sarmiento y Barrera, 1996)
- Aphyolebias peruensis (Myers, 1954)
- Aphyolebias rubrocaudatus (Seegers, 1984)
- Aphyolebias schleseri  (Costa, 2003)
- Aphyolebias wischmanni (Seegers, 1983) [2][3][4]